# Ферзевий гамбіт
Ферзевий гамбіт — шаховий дебют, що починається ходами: 
1. d2-d4 d7-d5 
 2. c2-c4.

Належить до закритих початків.
Один з найпоширеніших сучасних дебютів.

## Головна ідея
Гамбіт є одним з основних закритих дебютів та найпопулярнішою відповіддю білих на 1…d5. Найчастіше подальша гра має глибоко позиційний характер.

## Основні продовження
Залежно від того, чи заберуть чорні запропонованого в жертву пішака, продовження поділяють на дві групи:
- Прийнятий ферзевий гамбіт — хід 2…dc, чорні приймають жертву пішака
- Відхилений ферзевий гамбіт — будь-який інший хід чорних, окрім взяття пішака на c4

### Прийняті ферзеві гамбіти
- 3. Кg8-f6 — головна лінія.

### Відхилені ферзеві гамбіти
- 2… с7-с6 — Слов'янський захист
- 2… e7-e5 — Контргамбіт Альбіна
- 2… Кb8-c6 — Захист Чигоріна
- 2… e7-e6 3. g2-g3 d7-d5 4. Cf1-g2 — Каталонський початок
  - 3. Кg1-f3 Кg8-f6 4. Кb1-c3 Сf8-b4 — Захист Рагозіна